# Вільгельм Блосвіль
Вільгельм Блосвіль — герцог Гаетанський (1103—1105). Про його правління майже нічого невідомо. У 1105 Вільгельма вигнав з Гаети Річард II.